# 舍披崗日峰
舍披崗日峰是巴基斯坦的山峰，位於喀什米爾地區，處於根特崗日峰以南5公里，距離薩爾托洛崗日峰約10公里，屬於喀喇崑崙山脈的一部分，海拔高度7,380米，是全球第74高山峰。舍披崗日I峰（西段7380 m）和舍披崗日II峰（錫亞琴冰川的東部7100 m）的兩個峰均位於巴基斯坦控制的領土內。 在獲得伊斯蘭堡的許可後，舍披崗日II峰被美國登山者於2019年8月進行了攀登。

## 外部連結
- Northern Pakistan detailed placemarks in Google Earth （页面存档备份，存于）

图例：

1：喬戈里峰
2：加舒尔布鲁木I峰 K5
3：布洛阿特峰
4：加舒尔布鲁木II峰 K4
5：加舒尔布鲁木III峰 K3a
6：加舒尔布鲁木IV峰 K3
7：迪斯特吉峰
8：昆扬基什峰
9：玛夏布洛姆峰 K1
10：巴托拉I峰
11：拉卡波希峰
12：巴托拉II峰
13：坎巨提峰
14：萨尔托洛岗日峰 K10
15：巴托拉III峰
16：莎瑟I峰 K22
17：乔戈里萨峰
18：喜士帕尔峰
19：Trivor Sar
20：斯坎格里峰
21：玛莫斯通岗日峰 K35
22：莎瑟II峰
23：莎瑟III峰
24：普马里基什峰
25：帕苏峰
26：雅克辛嘎丹峰
27：特拉木坎力I峰
28：马鲁毕庭峰
29：K12
30：锡亚康戈里峰
31：莫慕希尔峰
32：斯吉尔布鲁木峰
33：哈拉莫什峰
34：根特岗日峰
35：乌尔塔峰
36：里莫I峰
37：舍披岗日峰
38：Yazghil Dome South
39：巴尔托洛岗日峰
40：皇冠山
41：拜塔布拉克峰
42：Yutmaru Sar
43：巴尔蒂斯坦峰 K6
44：慕士塔格塔峰
45：迪让峰
46：Apsarasas Kangri I
47：里莫III峰
48：加舒尔布鲁木V峰